# Cayden Primeau
Cayden Primeau, född 11 augusti 1999, är en amerikansk-kanadensisk professionell ishockeymålvakt som är kontrakterad till Montreal Canadiens i National Hockey League (NHL) och spelar för Rocket de Laval i American Hockey League (AHL).
Han har tidigare spelat för Northeastern Huskies i National Collegiate Athletic Association (NCAA) och Lincoln Stars i United States Hockey League (USHL).
Primeau draftades av Montreal Canadiens i sjunde rundan i 2017 års draft som 199:e spelare totalt.
Han är son till Keith Primeau och brorson till Wayne Primeau samt släkt med Derrick Smith på grund av Smiths giftermål med hans ena faster.